# یانی سوینینن
یانی سوینینن (انگلیسی: Jani Soininen؛ زادهٔ ۱۲ نوامبر ۱۹۷۲) اسکی‌باز پرش اهل فنلاند بود.